# Tadeusz Szaja
Tadeusz Szaja (ur. 27 października 1925 w Sitnie koło Zamościa  – zm. 18 lipca 1993 w Krakowie) – polski poeta.
Studiował na ANP oraz SGH w Warszawie. W latach 1940–1945 przebywał na robotach przymusowych w III Rzeszy. Z Niemiec powrócił w 1946. Po wojnie mieszkał w Warszawie, a później w Krakowie. Jako poeta debiutował w 1954 na łamach "Tygodnika Powszechnego".

## Tomiki poezji
- Ziarno piachu
- Wyrobisko pamięci
- Odyseusz samotny
- Utwory wybrane. Wiersze i opowiadania
- Rok polski
- Równowaga